# Matmos

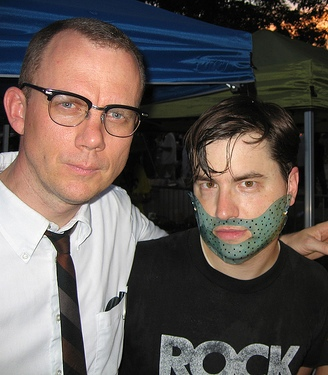
Le duo Matmos.

Matmos est un groupe de musique électronique de San Francisco composé de M. C. (Martin) Schmidt et Drew Daniel, avec la collaboration de différents musiciens. Une partie importante de leurs compositions relèvent du genre de la musique concrète, leur album A Chance to Cut Is a Chance to Cure a ainsi été enregistré avec notamment des samples d'instruments chirurgicaux. Le nom Matmos est une référence au film Barbarella (1968).
En 1998, Matmos a remixé le single de Björk Alarm Call. Le groupe a ensuite travaillé avec Björk sur les albums Vespertine (2001) et Medúlla (2004). En septembre 2006, Matmos a effectué une tournée européenne avec la harpiste Zeena Parkins.
Leur album The Rose Has Teeth in the Mouth of a Beast rend hommage à des personnalités LGBT dans les arts et l'histoire, comme Louis II de Bavière, James Bidgood, Patricia Highsmith, Ludwig Wittgenstein, Larry Levan ou Joe Meek.

## Discographie sélective
- 1997 : Matmos
- 1998 : Quasi-Objects

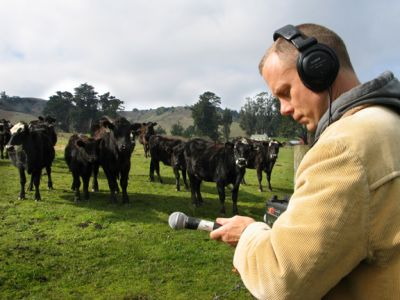
M. C. Schmidt du groupe Matmos enregistrant des échantillons sonores de vaches pour l'album The Rose Has Teeth in the Mouth of a Beast (2006).

- 2001 : A Chance to Cut Is a Chance to Cure (en)
- 2003 : The Civil War (en)
- 2004 : Met Life: Rat Relocation Program
- 2006 : The Rose Has Teeth in the Mouth of a Beast
- 2008 : Supreme Balloon
- 2010 : Treasure State (with So Percussion)
- 2013 : The Marriage of True Minds
- 2016 : Ultimate Care II
- 2019 : Plastic Anniversary
- 2020 : The Consuming Flame: Open Exercises in Group Form
- 2022 : Regards/Ukłony Dla Bogusław Schaeffer
- 2023 : Return to Archive
- 2025 : Metallic Life Review